# グロームキイ (駆逐艦・3代)
グロームキイ （ロシア語:ромкий「大声」の意）は、1930年代後半に建造されたソ連海軍のグネフヌイ級駆逐艦。

## 艦歴
レニングラードの造船所190号にて1936年4月29日に起工、1937年12月6日に進水、1938年12月31日に就役した。 バルチック艦隊に配属された後、1939年初頭に白海・バルト海運河経由で北方艦隊に転属した。フィンランドとの冬戦争中、同型艦グローズヌイとともにペツァモ沖に機雷を敷設した。
1941年6月22日、ドイツのソ連侵攻であるバルバロッサ作戦が開始された際、グロームキイはポリャールヌイを母港とした。7月14日のドイツ軍によるムルマンスク攻略（白金狐作戦）の際、同型艦ストレミーテリヌイおよびグレミャーシチイとともにザーパドナヤ・リッツァ川河口の西側に上陸する部隊を援護した。9月10日から15日にかけて、グロームキイと第1駆逐艦隊（グレミャーシチイ、ソクルシーテリヌイ、グローズヌイ）は、イギリスの機雷敷設艦アドヴェンチャーから提供された機雷を用いてルイバチー半島沖に2つの機雷原を敷設した。10月20日から29日にかけて、グロームキイはザーパドナヤ・リッツァ川近くのドイツ軍基地を砲撃した。11月14日、グロームキイとグレミャーシチイはイギリスの軽巡洋艦および駆逐艦2隻と合流し、ドイツが占領するノルウェーのヴァードーを砲撃し、護送船団（PQ3船団）と合流してアルハンゲリスクまで護衛した。
1942年1月に改装した後、グローズヌイとともに軽巡洋艦ナイジェリアを護衛し、2月20日にPQ11船団と合流したが、強い嵐のため帰港を余儀なくされた。3月1日から4日にかけてはPQ8船団を援護したが悪天候により4名の乗組員が船外に投げ出され、さらに翌日には燃料切れとなり、グローズヌイにより燃料を補給された。3月30日には大破した軽巡洋艦トリニダードと駆逐艦エクリプスの船団を護衛した。5月6日、非常に強い嵐により甲板や船首の側面に亀裂が生じ、大きな損傷を負った。応急修理後、グロームキイは正式な修理を始めるために6月20日にセヴェロドヴィンスクに到着した。
修理後、グロームキイは11月22日に嵐により沈没したソクルシーテリヌイの乗組員を救助したが、その際に再度船体に損傷を負った。再修理は11月29日から1943年1月25日まで続いた。2月以降、グロームキイはムルマンスクと白海の間の護送船団を護衛した。3月27から28および30日から31日にかけてはバクーおよびグローズヌイとともにノルウェー沿岸でドイツ軍の補給艦を迎撃しようとしたが失敗に終わった。その後RA54船団、JW54A船団、RA55船団、JW56A船団、RA56船団、RA58船団などを護衛し、3月6日に赤旗勲章を受章した。
戦後、グロームキイは1948年3月27日から1954年12月31日までの長期にわたる近代化を経て、1956年12月27日に試験船OS-3として再配備された。その後1957年9月7日のノヴァヤゼムリャにて核実験の標的とされ、10月10日に沈没した。